# Lavagna (Comazzo)
Lavagna è una frazione del comune italiano di Comazzo.
Al censimento del 21 ottobre 2001 contava 413 abitanti.

## Geografia fisica
Il centro abitato è sito a 105 m sul livello del mare, a nord del canale Muzza.

## Storia
Il borgo fu attestato per la prima volta come Levania nell'885.
In età napoleonica (1809-16) Lavagna fu frazione di Comazzo, recuperando un'effimera autonomia con la costituzione del regno Lombardo-Veneto. Nel 1841 fu aggregata definitivamente al comune di Comazzo.
La frazione è nota per l'Oratorio di San Biagio in località Rossate, gioiello dell'architettura rinascimentale. Rilevante anche la Villa Visconti.